# Часовня над истоком Торопы
Часовня над истоком Торопы во имя Александра Невского — деревянная часовня в селе Торопаца Андреапольского района Тверской области. Установлена над истоком реки Торопа.
Достоверных сведений от дате постройки сооружения нет, по некоторым данным, часовня была построена между 1890 и 1900 годами.
Впервые часовня была исследована архитектором-реставратором О. Ф. Якуниным в мае 1969 года, он датировал её концом XIX века.
Торопацкая часовня имеет кубическую форму, относится к самому распространенному и простому типу клетских строений, но имеет и некоторые индивидуальные черты. Сруб здания завершён четырехскатной пирамидальной кровлей с переломом, напоминающим вальмовый повал, что надежно прикрывает стены от влаги.
Над входом в часовню установлена надпись «Исток реки Торопа». Внутри часовни находится колодец.
В 1999 году Комитет по охране историко-культурного наследия Тверской области внес надкладезную часовню в Торопаце в перечень выявленных объектов культурного наследия.
В 2007 году часовня была отремонтирована с соблюдением старинных технологий.
В 2019 году здание часовни было заменено на новое, то есть выявленный памятник ликвидировали без ведома госоргана охраны наследия.